# Вамская Плотина
Вамская Плотина — деревня в составе Куганаволокского сельского поселения Пудожского района Республики Карелия.

## Общие сведения
Расположена на юго-восточном берегу озера Водлозеро.

## Население
| 2002 | 2010 | 2013 |
| ---- | ---- | ---- |
| 1    | ↗2   | →2   |